# Ландсир
Ландсеер (енгл. landseer) - је раса паса повезана са Њуфаундлендским псом. Модерни тип је развијен у Швајцарској и Немачкој, и резултат је укрштања чистокрвних ландсера са Невфоундландом. Име је добио по уметнику Едвину Хенрију Ландсееру (1802-1873), чије су слике са псима играле важну улогу у популаризацији пасмине .

## Историја пасмине
Порекло пасмине није познато засигурно. Према једној од верзија, ландсери су у 19. веку доведени из Енглеске у [Невфоундланд], одакле су се вратили, већ укрштени са локалним псима, а према другој су потомци скандинавских паса [[[Лејф Ериксон]]], који су отишли у Нови свет много пре Кристифор Колумбоа. Постоји и трећа верзија, према којој су ландесри крајем 18. века могли да стигну у Енглеску из Њуфаундленда, али пре него што су је посетили Британци, Шпанци, Португалци и Баскији, који су ради заштите довели са собом, те зато имају очигледну спољну сличност са домаћим Пиринејским планинским псом, али за то нема директних доказа.
1870. Енглески кинолошки клуб почео је да региструје црно-беле псе, мада до тада интересовање за њих није било тако велико, замењени су црним псима Њуфаундленда. Тада су најбоље од преосталих Ландсеера извели из Енглеске швајцарски и немачки достављачи паса и почели да развијају континентални тип, окарактерисан високим ногама и карактером боје, вероватно укључивањем крви Бернардинаца и пиринејских планинских паса.
У Крафту 1899, обе пасмине суђене су одвојено. Од почетка 20. века, ландсери су престали да се мешају са црним и црно-белим Њуфоундландима, али дуго су били позиционирани као њихов огранак. У исто време, швајцарски и немачки узгајивачи приметили су разлику - они нису само били виши и тежи, већ су се разликовали и у облику главе. Након Првог светског рата, када су црно-беле јединке скоро нестале у Великој Британији, почеле су да се гаје углавном у Швајцарској и Немачкој. Немачки узгајивач Ото Валтерспиел  дао је велики допринос у формирању пасмине.
1960. године Ландсеер европског континенталног типа признат је као независна пасмина Међународне кинолошке федерације (ФЦИ) и додељен је групи пинова, шнауцера, молосијана, планинских и швајцарских гонича; Молосијске секције; потглавља планинских паса. Годину дана раније, Ландсеер је препознат у Енглеској. Мале промене у усвојеном ФЦИ стандарду извршене су 1997. године. У Канада и Сједињеним Америчким Државама Ландсеер се и данас сматра врстом Њуфаундленда

## Изглед
Висок, моћан, уравнотежен пас, дужих ногу од Њуфаундленда, што је посебно изражено код мужјака. Креће се слободно, уз дуге кораке и добар замах.
Глава је утиснута у тело, племенитог израза, прекривена кратком, меком длаком. Окципитална избочина је изражена, прелазак са чела на њушку је изразит, али не тако изражен и стрм као код Бернандинца. Нос је црн. Јагодице се постепено сужавају према њушци, чија је дужина једнака његовој дубини. Очи су постављене довољно дубоко, бадемовог облика, с пријатељским погледом, смеђе (од светло смеђе до тамно смеђе боје), са добро затвореним капцима, без видљивих коњунктива.